# The View from Points West

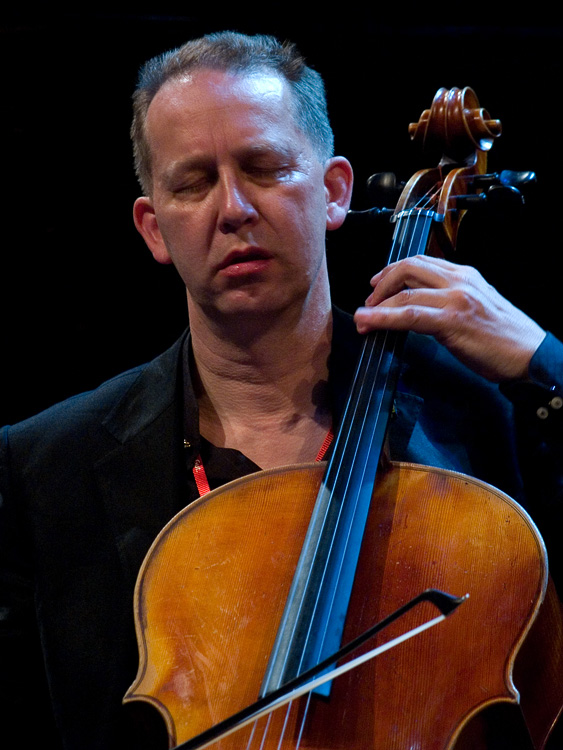
Ernst Reijseger, Moers Festival 2007

The View from Points West ist ein Jazz-Album des Trios aus Georg Gräwe, Ernst Reijseger und Gerry Hemingway. Es wurde am 22. Juni 1991 auf dem in der Western Front Lodge, Vancouver stattfindenden Maurier Ltd. International Jazz Festival aufgenommen und 1994 bei Music & Arts Program of America veröffentlicht.

## Das Album
Der deutsche Pianist Georg Gräwe spielte erstmals 1986 mit Ernst Reijseger und Gerry Hemingway, als er bei einem Projekt des WDR in Köln mitwirkte, als eine zehnköpfige Band seine Kompositionen einspielte. Als Gräwe Ende der 1980er Jahre versuchte ein Pianotrio zusammenzustellen, erneuerte er die Zusammenarbeit und man spielte 1989 auf zunächst fünf Konzerten miteinander; die Ergebnisse sind auf dem Album  Sonic Fiction dokumentiert, das bei HatHut Records erschienen ist. Im Juni 1991 spielte das Trio schließlich auf dem Maurier Ltd. International Jazz Festival im kanadischen Vancouver; am Abend zuvor war die Formation im Club Glass Slipper aufgetreten.
Der erste und längste Titel des Konzertmitschnitts Lighthouse beginnt mit einem Vibraphondröhnen; Graewes Themenspiel erinnert nach Bob Blumenthal an den ersten Teil (Moderé) von Maurice Ravels Trio für Piano, Violine und Cello. Nach sieben Minuten des Spiels von Gräwe im mittleren Register löst sich das Stück in eine freie Improvisation auf. Als sich erneut eine rhythmische Basis entwickelt, kehrt Gräwes Eröffnungsthema zurück. Reijseger spielt nun Coll’arco eine rhythmisch akzentuierte Linie, die in ihrer Heftigkeit im Kontrast zu Gräwes eher systematischem und gelassenem Ansatz steht. Nach 18 Minuten verlangsamt das Trio das Tempo; Hemingway reibt die Schlagstöcke auf der Snare Drum, um einen neuen Rhythmus zu schaffen, zu dem Rejiseger ein Pizzicato-Spiel beisteuert; Gräwe konzentriert sich darauf, dazu düstere rhythmische Figuren im tiefen Register zu spielen. Das Stück erhitzt sich erneut und Gräwes Spiel scheint nun von Marilyn Crispell inspiriert. Lighthouse endet, als das Tempo wieder abfällt, mit Reijsegers Linien im hohen Register.
Das folgende Dig, Drill, Dump, Fill hat keinen erkennbaren Puls oder Metrum; „this is a broken, shattered piece that mirrors deconstruction and construction,“ meinte Blumenthal. Sunday ist ruhig angelegt, das Gräwe mit einigen fragmentarischen Linien einleitet, während Reijseger dadaeske Tricks beifügt, gefolgt von abstrakten Arco-Linien zu Gräwes Herumschweifen. Percussionist Hemingway spielt hier nur kaum hörbar mit.
Night Cobblings beginnt mit einem aus vier Noten bestehenden Motiv, das Hemingway am Vibraphon spielt. Hier spielen Gräwe und Hemingway zusammen leicht aus dem unisono herausfallende Linien, zu denen Reijseger am Cello phrasierend swingend beiträgt, indem er schnelle pizzicato-Linien spielt. Diese sind gelegentlich betont mit double-stops und Gitarren ähnlichen Schrammeln. Strange Picnic ist nach Blumenthal ein „abstrakter Swingtitel“, geprägt von Bebop-beeinflussten Start-Stop-Rhythmen. Hemingway verfällt bisweilen in einen schnellen Viervierteltakt. Bei 4:40 schlägt Gräwes Spiel in einen an Count Basie erinnernden Riff um, als er ein kleines Solo von Reijseger unterstützt. Balooga hat ein geheimnisvolles Klangbild; Reijseger heftet hier Krokodilklemmen an sein Cello; Gräwe spielt präpariertes Klavier, indem er die Saiten mit der Hand anspielt. Hemingway ergänzt zu dieser düsteren Klanglandschaft verhaltene Vokalbeiträge.  Monk-Ey-Ing beginnt mit einer Kaskade von Noten, die in ein Spiel mündet, das rhythmisch an Thelonious Monks Komposition Evidence erinnert, harmonisch hingegen an dessen Titel Ask Me Now. In dieser Komposition nehmen alle drei Musiker Monks Spielhaltung der versetzten Phrasen und verlagerten Rhythmen ein.

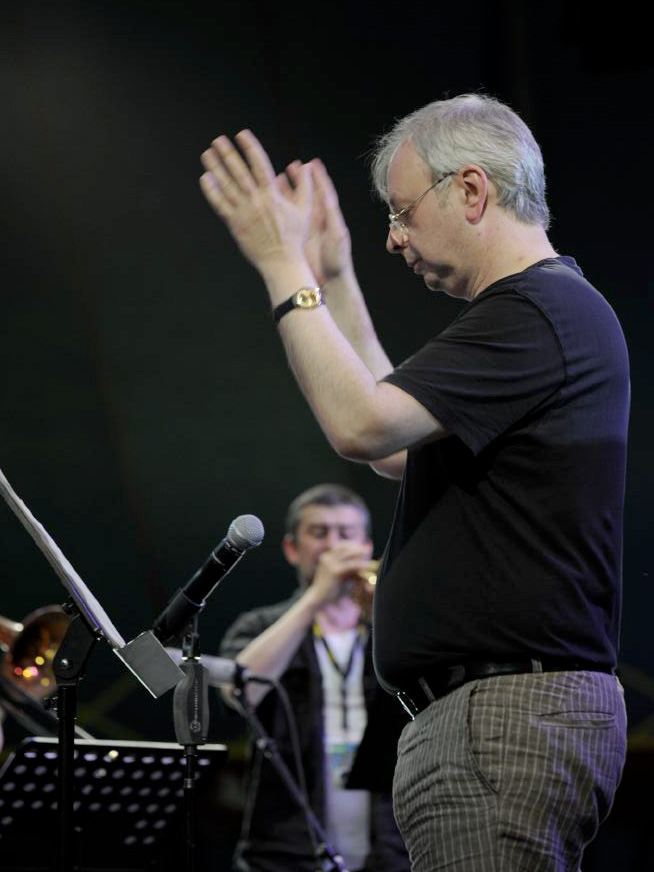
Georg Gräwe, moers festival 2010

## Titelliste
- Georg Gräwe, Ernst Reijseger, Gerry Hemingway: The View from Points West (Music & Arts 820)

1. Lighthouse 28:38
2. Dig, Drill, Dump, Fill 6:55
3. Sunday 4:38
4. Night Cobblings 5:30
5. Strange Picnic 9:31
6. Balooga 9:21
7. Monk-Ey-Ing 5:56

Alle Kompositionen stammen von Georg Gräwe, Ernst Reijseger und Gerry Hemingway.

## Rezeption
Die Kritiker Richard Cook & Brian Morton verliehen dem Album im Penguin Guide to Jazz 3½ Sterne; die Autoren betonen, dass hier drei Spieler unterschiedlichen Temperaments zusammenträfen, vereint im Widerstand gegen feste Bestimmungen darüber, was „Jazz“ oder „Neue Musik“ ist. Ihr Spiel sei undogmatisch und von großer Genauigkeit, als ob sie die Titel jahrelang geprobt hätten. Gegenüber dem nachfolgenden Album Flex 27 von 1993 sei The View from Points West entspannter, habe aber die Tendenz, öfter in festgesetzte Licks zu verfallen, besonders im langen Lighthouse, „beinahe eine halbe Stunde konzentrierter Musik, dargeboten ohne die Andeutung von Anstrengung“. Allmusic verlieh dem Album hingegen lediglich 3 (von fünf) Sternen.